# Thông điệp buổi sáng
Thông điệp buổi sáng (tiếng Anh: Morning business) là những cân nhắc thường lệ về chương trình nghị sự thường diễn ra trong hai giờ đầu tiên của một ngày lập pháp tại Thượng viện Hoa Kỳ. Các thông báo có thể được gửi đến từ Tổng thống Hoa Kỳ hoặc Hạ viện, nhằm giới thiệu các dự luật và các nhiệm vụ lập pháp thông thường khác.
Mặc dù tên gọi ngụ ý rằng thông điệp thông thường chỉ đưa ra vào buổi sáng, nhưng thông điệp buổi sáng có thể được đưa ra bất cứ lúc nào trong ngày lập pháp nếu Thượng viện nhất trí.